# Dmitri Nikolajewitsch Sergejew
Dmitri Nikolajewitsch Sergejew (russisch Дмитрий Николаевич Сергеев; * 22. Dezember 1968 in Perm) ist ein ehemaliger sowjetischer Judoka, der ab 1993 für Russland startete. Er trat im Halbschwergewicht (bis 95 kg) an.

## Sportliche Karriere
Der für Dynamo Rjasan antretende Sergejew gewann 1988 die Bronzemedaille bei den Junioreneuropameisterschaften. 1991 wurde er mit dem sowjetischen Team Mannschaftseuropameister. 1992 trat keine sowjetische Mannschaft mehr an, sondern das Vereinte Team als Vertretung der Gemeinschaft unabhängiger Staaten (GUS). Bei den Europameisterschaften in Paris gewann Sergejew seine ersten drei Kämpfe, im Finale unterlag er dem Franzosen Stéphane Traineau. In Barcelona bei den Olympischen Spielen 1992 verlor er in seinem zweiten Kampf gegen den Ungarn Antal Kovács. In der Hoffnungsrunde besiegte er nacheinander den Angolaner Moises Torres, den Brasilianer Aurélio Miguel, den Japaner Yasuhiro Kai und den Polen Paweł Nastula und erhielt am Ende die Bronzemedaille.
Bei den Weltmeisterschaften 1993 trat Sergejew für Russland an. Nach drei Siegen unterlag er im Halbfinale gegen Aurélio Miguel, den Kampf um Bronze verlor er gegen Traineau. Mit der russischen Mannschaft gewann er Bronze bei der Mannschaftseuropameisterschaft 1993. Bei den Europameisterschaften 1994 unterlag Sergejew im Viertelfinale gegen den Deutschen Mike Hax, in der Hoffnungsrunde gewann er den Kampf um Bronze gegen den Niederländer Ben Sonnemans. Mit der Mannschaft belegte Sergejew 1994 den dritten Platz bei den Mannschaftsweltmeisterschaften. Ende 1994 gewann er seinen ersten russischen Meistertitel. Bei den Europameisterschaften 1995 erreichte er das Finale und verlor dort gegen Paweł Nastula.  Die beiden trafen auch im Finale der Weltmeisterschaften in Chiba aufeinander, auch hier siegte der Pole. 
Bei den Europameisterschaften 1996 besiegte Sergejew im ersten Kampf den Olympiasieger Antal Kovács. Nach einem weiteren Sieg über den Litauer Gintaras Ambraska unterlag er im Halbfinale gegen den Portugiesen Pedro Soares. Den Kampf um Bronze gewann Sergejew gegen den Weißrussen Leanid Swirid. Bei den Olympischen Spielen 1996 unterlag Sergejew in seinem zweiten Kampf gegen den Südkoreaner Kim Min-soo, in der Hoffnungsrunde schied er gegen Ben Sonnemans aus und belegte den neunten Platz. 1996 und 2000 gewann Sergejew bei den russischen Landesmeisterschaften, internationale Medaillen gewann er nach 1996 nicht mehr.